# واگنر (فیلم)
واگنر (به انگلیسی: Wagner) یک مینی سریال تلویزیونی انگلیسی محصول سال ۱۹۸۳ میلادی در مورد زندگی ریچارد واگنر می‌باشد. این نقش توسط ریچارد برتون بازی شد. کارگردانی توسط تونی پالمر و توسط چارلز وود نوشته شده‌است. این فیلم بعداً به عنوان یک سریال ۱۰ قسمتی به صورت دی‌وی‌دی منتشر شد.

این فیلم نقدهای‌های مثبتی از منتقدین‌ برجسته دریافت کرد.

## بازیگران
- ریچارد برتون در نقش ریچارد واگنر
- جما کریون در نقش مینا پلانر، بعداً واگنر
- ونسا ردگریو در نقش کوزیما فون بالو، بعداً واگنر
- میگوئل هرتز-کسترانک در نقش هانس فون بالوو
- لاسلو گالفی در نقش پادشاه لودویگ دوم
- Zoltán Gera در نقش Lüttichau
- جان گیلگود در نقش فرانتس سراف فون پفیسترمیستر
- لورنس الیویه در نقش سیگموند فون پفیفر
- رالف ریچاردسون در نقش بارون کارل لودویگ فون درمفوردن
- اککهارد شال در نقش فرانتز لیست
- رونالد پیکاپ در نقش فردریش نیچه
- مارت کلر در نقش ماتیلد وسدنک
- ریچارد پاسکو در نقش اتو وسندونک
- پیتر هوفمان در نقش لودویگ اشنور فون کارولزفلد
- دیم گوینت جونز در نقش مالوینا شنور فون کارولزفلد
- جس توماس در نقش آلبرت نیممن
- ورنن دبتچف نقش جیکومو میربر
- گابریل بایرن در نقش کارل ریتر
- ویلیام والتون در نقش پادشاه فردریک آگوستوس دوم ساکسونی
- سوزان والتون در نقش ماریا آنا از بایرن، همسر فردریک
- زیگریت اشتاینر در نقش پادشاه لودویگ اول بایرن
- باربارا لی هانت در نقش ملکه ترزا از بایرن
- دافن واگنر در نقش شاهزاده خانم پائولین فون متاترنیچ
- دام جوآن پلورایت در نقش خانم تیلور
- کورین ردگریو در نقش دکتر پوزینلی
- پروستات اسکیلز
- اندرو کروکشنک در نقش راوی